# 鹿手袋
鹿手袋（しかてぶくろ）は、埼玉県さいたま市南区の町名。現行行政地名は鹿手袋一丁目から鹿手袋七丁目。住居表示実施地区。郵便番号は336-0031。

## 地理
さいたま市の南部、南区の北西部の沖積平野に位置していて、南北に長い地区である。1990年に住居表示が実施されるまでは「しってぶくろ」と呼称し、鹿手と略して呼称する場合もある（鹿手通りなど）。かつて存在した鴻沼や地区南部を旧入間川の流路が流れていたことから、水辺に多い地名である袋がついたとされている。鴻沼川流域を除く全域が市街化区域である。北部は別所沼公園やさいたま市役所が所在する常盤・別所地区の高級住宅地に隣接しており、当地区も閑静な住宅地が広がる。このエリアには関東大震災後、鎌倉文士に浦和画家として知られる文化人が多く移住し、宅地開発が進み、鹿手袋の宅地化にも影響を与えた。武蔵浦和駅周辺の超高層マンションが林立するエリアに隣接している南部は特に人口が多く、全域で住宅が密集している。明治時代は南部に集住し、北部には耕地が残っていたが、昭和期に全域が宅地化した。宅地化の進展により2015年と2016年には埼玉県内で最も地価の上昇率が高い町丁となった。

### 河川
- 鴻沼川（北西部）
- 高沼用水東縁（北部）
- 別所排水路（暗渠）
- 田島排水路（暗渠）入間川旧流路におおむね沿っている。

### 小字
明治元年における小字は前通・中通・壱町田・水深・野方・高沼。

### 地価
住宅地の地価は、2022年（令和4年）1月1日の公示地価によれば、鹿手袋4-9-5の地点で32万5000円/m2となっている。

## 歴史
1990年の住居表示実施に伴い「しってぶくろ」から「しかてぶくろ」に呼称変更された。

### 沿革
もとは江戸期より存在する武蔵国足立郡与野領に属する鹿手袋村であった。さらに以前は高鼻荘与野郷に属されていたと云われている。地名も「しってぶくろ」や「ししてぶくろ」とも呼ばれていた。田島村には鹿手袋村の飛地を領していた。『新編武蔵風土記稿』では民戸47。
- 発足当初は幕府領、正保年間（1645年 - 1648年）頃に知行は旗本水野氏となるが、承応年間（1652年 - 1655年）頃に再び幕府領となる。
- 1698年（元禄11年） - 幕府領の一部が旗本中山氏および永見氏の知行による相給となる[10]。
- 幕末時点では足立郡鹿手袋村であった。明治初年の『旧高旧領取調帳』の記載によると、代官大竹左馬太郎支配所が管轄する幕府領と、旗本中山錦之助および永見健次郎の相給であった[12]。
- 1868年（慶応4年）6月19日 - 幕府領が武蔵知県事・山田政則（忍藩士）の管轄となる。
- 1869年（明治2年） 
  - 1月13日 - 武蔵知県事・宮原忠英の管轄区域に大宮県を設置、同県の管轄となる。県庁は東京府馬喰町に置かれる。
  - 9月29日 - 県庁が浦和に置かれ浦和県に改称。
  - 12月2日 - 旗本領が上知され、浦和県の管轄となる（府藩県三治制も参照）。
- 1871年（明治4年）11月13日 - 第1次府県統合により埼玉県の管轄となる。
- 1879年（明治12年）3月17日 - 郡区町村編制法により成立した北足立郡に属す。郡役所は浦和宿に設置。
- 1889年（明治22年）4月1日 - 町村制施行に伴い、周辺11村と合併し北足立郡土合村となり[13]、土合村の大字鹿手袋となる[10]（明治の大合併）。
- 1955年（昭和30年）1月1日 - 土合村が大久保村とともに浦和市に編入合併され、浦和市の大字となる[14]。
- 1967年（昭和42年） - 浦和鹿手袋郵便局が開局する[10]。
- 1985年（昭和60年）9月30日 - 中浦和駅が開業する。
- 1990年（平成2年）8月1日 - 住居表示実施により、大字鹿手袋の大部分と大字関の一部から鹿手袋一丁目 - 七丁目が成立。また、大字関の大部分および大字鹿手袋の一部から関一丁目・二丁目が成立。これにより大字鹿手袋は消滅する。
- 2001年（平成13年）5月1日 - 浦和市・大宮市・与野市が合併し、さいたま市が発足。同市の町名となる。
- 2003年（平成15年）4月1日 - さいたま市が政令指定都市に移行し、同市南区の町名となる。

## 世帯数と人口
2017年（平成29年）9月1日時点の世帯数と人口は以下の通りである。
| 丁目         | 世帯数    | 人口     |
| ------------ | --------- | -------- |
| 鹿手袋一丁目 | 572世帯   | 1,192人  |
| 鹿手袋二丁目 | 549世帯   | 1,072人  |
| 鹿手袋三丁目 | 935世帯   | 1,841人  |
| 鹿手袋四丁目 | 1,179世帯 | 2,379人  |
| 鹿手袋五丁目 | 1,174世帯 | 2,404人  |
| 鹿手袋六丁目 | 1,034世帯 | 2,268人  |
| 鹿手袋七丁目 | 1,048世帯 | 2,472人  |
| 計           | 6,491世帯 | 13,628人 |

## 小・中学校の学区
市立小・中学校に通う場合、学区（校区）は以下の通りとなる。
| 丁目         | 番地                                    | 小学校                     | 中学校                 |
| ------------ | --------------------------------------- | -------------------------- | ---------------------- |
| 鹿手袋一丁目 | 全域                                    | さいたま市立浦和別所小学校 | さいたま市立白幡中学校 |
| 鹿手袋二丁目 | 全域                                    | さいたま市立浦和大里小学校 | さいたま市立白幡中学校 |
| 鹿手袋三丁目 | 全域                                    | さいたま市立浦和大里小学校 | さいたま市立白幡中学校 |
| 鹿手袋四丁目 | 1 - 13番 16番 - 17番2号 17番16号 - 23番 | さいたま市立浦和大里小学校 | さいたま市立白幡中学校 |
| 鹿手袋四丁目 | その他                                  | さいたま市立浦和大里小学校 | さいたま市立内谷中学校 |
| 鹿手袋五丁目 | 全域                                    | さいたま市立浦和大里小学校 | さいたま市立内谷中学校 |
| 鹿手袋六丁目 | 全域                                    | さいたま市立浦和大里小学校 | さいたま市立内谷中学校 |
| 鹿手袋七丁目 | 1 - 5番 10番 - 最終番                   | さいたま市立浦和大里小学校 | さいたま市立内谷中学校 |
| 鹿手袋七丁目 | その他                                  | さいたま市立浦和大里小学校 | さいたま市立白幡中学校 |

## 交通

### 鉄道
- 埼京線 中浦和駅

東北新幹線が上野駅 - 大宮駅間で、武蔵野線大宮支線が別所信号場 - 与野駅間で、同線西浦和支線が武蔵浦和駅 - 別所信号場間が町内を通るが駅はない。町内にある鉄道駅は中浦和駅のみであるが、町の南部は武蔵浦和駅から徒歩圏内にある。

### 道路
- 県道40号さいたま東村山線（志木街道）
- 別所沼通り[16]
- 田島大牧線（町内では中浦和駅付近以西が県道40号さいたま東村山線として開通済み。この都市計画道路は中浦和駅付近で同線から分岐する予定）
- 町谷本太線（町内は未開通）

## 地域

### 寺社・史跡
- 宝泉寺（六丁目）
- 八幡社（六丁目）
- 不動尊（六丁目）
- 阿弥陀堂（七丁目）
- 日月社（七丁目）

### 公園
一丁目
- 鹿手袋第三児童公園

三丁目
- 野方ふれあい公園
- 西南さくら公園

四丁目
- 鹿手袋第一児童公園
- 鹿手袋第二児童公園（武蔵野線高架下）
- 鹿手袋四丁目公園

五丁目
- 鹿手袋五丁目公園

六丁目
- 鹿手袋さくら公園

七丁目
- 鹿手袋七丁目公園

### 教育
- 地区内に教育施設はない。なお、児童福祉施設（保育園など）は複数所在する。
  - 学区としては浦和大里小学校・浦和別所小学校、白幡中学校・内谷中学校である。

### 施設
一丁目
- 浦和鹿手袋郵便局
- 鹿手袋一丁目自治会集会所

二丁目
- 野方会館 - 集会所。埼京線の高架下に所在する。
- 末日聖徒イエスキリスト教会

三丁目
- さいたま市浦和西部まちづくり事務所
- コスモス保育園
- 武蔵浦和保育園

四丁目
- 小鹿園（保育園）
- ゆめの樹保育園
- 埼玉建産連会館
  - 埼玉建築士会

五丁目
- 武蔵浦和クマさん保育所

六丁目
- 埼玉土建一般労働組合
- 鹿手袋会館 - 集会所

## 出身・ゆかりのある人物
- 佐藤信淵[10]（農学者） - 一時居住
- NOKKO - 一時居住
- 小川游 - 浦和画家。アトリエを設置。